# Signo da Esperança
Signo da Esperança é uma telenovela brasileira produzida em preto-e-branco e exibida pela extinta TV Tupi de 6 de março a 3 de outubro de 1972, às 18h30.
Escrita por Marcos Rey e dirigida por Carlos Zara.
Dos 176 capítulos originalmente exibidos, apenas 2 foram preservados, estando sob a guarda da Cinemateca Brasileira.

## Enredo
Uma família de descendentes italianos está à espera de uma herança, que será entregue a quem encontrar um especial par de castiçais, que caminhará de mão em mão por todos os personagens.

## Elenco[2]
- Paulo Goulart - Ivo
- Nicette Bruno - Lisa
- Gianfrancesco Guarnieri - Emílio
- Geórgia Gomide - Magda
- Walter Stuart - Homem do Chapéu-Côco
- Nádia Lippi - Pimpa
- Fausto Rocha - Daniel
- Cláudio Corrêa e Castro - Dr. José Henrique Aragão
- Ruthinéia de Moraes - Deolinda
- Edgard Franco - Altair Manfredi
- Lúcia Mello - Lalá
- Roberto Maya - Bubby Canabrava
- Carmem Silva - Lindolfa
- José Parisi - Manfredo Manfredi
- Dirce Militello - Lurdinha
- Augusto Barone - Salvador Richetti Felicci (Vô Salvador)
- João José Pompeo - Charles O'Connor
- Elizabeth Hartmann - Taís
- Geny Prado - Carolina
- Elias Gleizer - Vilaboim
- Léa Camargo - Isa
- Renato Master - Dr. Paulo César
- Sílvio Rocha - Rafael (Rafa)
- Leonor Navarro - Domênica
- Jacyra Sampaio - Suzana
- Serafim Gonzalez - Miro
- Sérgio Galvão - Maurício
- Analu Graci - Sandra
- Luiz Serra - Sinésio
- Terezinha Cubana - Mariana
- Patrícia Mayo - Roberta (Berta)
- João Monteiro - Abílio
- Cosme dos Santos - Luiz
- Alexandre Sandrini - Sucupira
- Deive Rose - Dóris
- Genésio de Almeida Jr.